# Matt Groening
Matthew Abram Groening, detto Matt (/ˈɡreɪnɪŋ/; Portland, 15 febbraio 1954), è un fumettista, disegnatore e produttore televisivo statunitense, creatore delle serie animate umoristiche I Simpson, Futurama e Disincanto.

## Biografia

### Gli studi e gli inizi
Terzogenito della famiglia dopo Mark (1950) e Patty (1952) e prima di Lisa (1956) e Maggie (1958), Matt nasce a Portland, Oregon, da madre norvegese-statunitense Margaret Ruth Wiggum (1919-2013), e da padre tedesco-canadese Homer Philip Groening (1919-1996). Nel 1977 si laurea in giornalismo presso Evergreen State College, Olympia, Washington.
Prima di iniziare a lavorare in televisione, Groening ha lavorato in un negozio di dischi fino al 1977, anno in cui creò la striscia Life in Hell, che continua tuttora ad essere pubblicata su numerose riviste settimanali ed è stata raccolta in una serie di libri, tra cui School is Hell, Love is Hell, Work is Hell e The Big Book of Hell. La raccolta delle strisce di Groening arriva in Italia nel 2019 con la pubblicazione da parte di Coconino Press del volume Il grande libro dell’inferno.

### La nascita deI Simpson
Quando si recò alla Fox con l'intenzione di proporre un adattamento televisivo di Life in Hell pensò, all'inizio, che qualcuno potesse rubarne i diritti e sviluppò lì, sul momento, I Simpson. Ai membri della famiglia Simpson diede i nomi dei suoi familiari (successivamente raccontò che quel giorno non si sentiva molto creativo), i suoi genitori, Homer e Marge, e le sue sorelle minori, Lisa e Maggie. Groening ha anche un fratello e una sorella maggiori, Mark e Patty, che tuttavia non vennero inseriti. Patty divenne in seguito il nome di una delle sorelle di Marge nei Simpson, insieme a Selma.
Per quanto riguarda Mark, egli decise che era un nome un po' troppo ovvio e quindi chiamò il quinto elemento della famiglia Bart (un anagramma di brat, monello). Non volendo utilizzare nomi di altri familiari, si rifiutò di dare un nome al padre di Homer, scegliendo piuttosto di uscire dalla stanza. Quando vi rientrò, gli scrittori avevano optato per il nome Abraham, che, casualmente, era il nome del nonno di Matt. Groening ha chiamato anche i suoi figli Homer e Abe (diminutivo di Abraham). Il cognome originale del commissario Winchester, Wiggum, è il cognome di sua madre da nubile.
Groening è cresciuto a Portland, nell'Oregon, e sembra che abbia preso ispirazione per alcuni nomi di altri personaggi della serie dalle strade della sua città; per esempio Flanders, il reverendo Timothy Lovejoy, il sindaco Joe Quimby.
Groening fa parte della rock band Rock Bottom Remainders composta da Dave Barry, Ridley Pearson, Scott Turow, Amy Tan, James McBride, Mitch Albom, Roy Blount Jr., Stephen King, Kathi Kamen Goldmark e Greg Iles.
Nel 2007 è stato inserito al quarto posto nella Lista dei 100 geni viventi stilata dal Daily Telegraph.

## Vita privata
Nel 1981 al Los Angeles Reader conobbe Deborah Caplan; i due si sposarono pochi anni dopo ed ebbero due figli, Homer (Will) Groening ed Abraham (Abe) Groening. Si separarono nel 2004 e nel 2011 Groening si risposò con Agustina Picasso, un'artista argentina, diventando patrigno di sua figlia Camila Costantini. Groening e Picasso hanno cinque figli: Nathaniel Philip Picasso Groening (maggio 2013), le gemelle Luna Margaret Groening ed India Mia Groening (2015) ed i gemelli Venus Ruth Groening e Sol Matthew Groening (giugno 2018). Groening è il cognato di Craig Bartlett, il creatore delle serie Hey, Arnold! e Il treno dei dinosauri, che è sposato con sua sorella Lisa. Sua cugina Laurie Monnes Anderson è una politica americana che fa parte del Senato dello Stato dell'Oregon.
Groening si dichiara agnostico ed è un sostenitore del Partito Democratico statunitense.

## Doppiatori italiani
Da doppiatore è sostituito da:
- Massimo Lodolo ne I Simpson
- Maurizio Fiorentini in Futurama

## Citazioni interne
- In alcune puntate de "I Simpson", Matt Groening compare in versione simpsoniana mentre nel 138º episodio "Spettacolare" (The Simpsons 138th Episode "Spectacular", #3F31) compare in una versione completamente distaccata dalla realtà, ossia vecchio, rugoso, pelato, scorbutico, violento, con una benda a un occhio ed una pistola sei colpi in mano. Compare anche nella prima puntata di Futurama, nella caratteristica campana di vetro refrigeratrice per le teste dei defunti celebri, posizionata tra gli ex presidenti degli USA. * Nel primo episodio di Futurama — sua serie televisiva —, Pilota spaziale 3000, rappresenta la sua testa all'interno di un barattolo con liquido conservante posta dentro l'Head Museum, ovvero un museo fittizio localizzato in una futura New York.[7]
- Sempre nel 138º episodio "Spettacolare", viene definito da Troy McClure un ubriacone che avrebbe ideato i Gialli per pagare dei debiti di gioco.
- Groening appare in versione simpsoniana anche nel videogioco de I Simpson del 2007 dove lui è l'antagonista principale.